# Маунт Кармел (Индијана)
Маунт Кармел (енгл. Mount Carmel) град је у америчкој савезној држави Индијана.

## Демографија
По попису из 2010. године број становника је 86, што је 20 (-18,9%) становника мање него 2000. године.
| Група             | 2000.       | 2010.      |
| Белци             | 105 (99,1%) | 84 (97,7%) |
| Афроамериканци    | 1 (0,9%)    | 0 (0,0%)   |
| Азијати           | 0 (0,0%)    | 0 (0,0%)   |
| Хиспаноамериканци | 0 (0,0%)    | 0 (0,0%)   |
| Укупно            | 106         | 86         |